# Francesco Borghi
Francesco Borghi (Varese, 12 giugno 1991) è un ex hockeista su ghiaccio italiano, di ruolo difensore.

## Carriera

### Club
Francesco Borghi crebbe nel settore giovanile dell'Hockey Club Varese, disputando inoltre due campionati dal 2007 al 2009, con 6 punti in 42 presenze. Nel 2009 passò al Real Torino disputando il campionato di Serie A2.
Borghi nel luglio del 2010 passò invece all'Hockey Milano Rossoblu. Nel corso della stagione 2011-2012 raggiunse il massimo in carriera con 11 punti in 42 partite di stagione regolare, conquistando poi al termine dei playoff infine la promozione in Serie A. In vista della stagione successiva, la prima in Serie A per la squadra milanese, Borghi fu riconfermato nel roster per un altro anno. Nonostante la stagione da titolare, nella successiva stagione 2013-2014 giocò un solo incontro in serie A, disputando la maggior parte delle gare con la maglia del Varese in terza serie.
Rimase col Varese anche nelle stagioni successive, tutte giocate in seconda serie.

### Nazionale
Nella stagione 2008-09 vestì la maglia della Nazionale italiana nel campionato mondiale Under-18 di Prima Divisione, collezionando cinque presenze. 
Durante le Universiadi del Trentino 2013, chiuse al sesto posto, ha vestito la maglia della nazionale universitaria.

## Palmarès

### Club
- Campionato italiano - Serie A2: 1

Milano Rossoblu: 2011-2012